# Maarten Gerritsz Vries

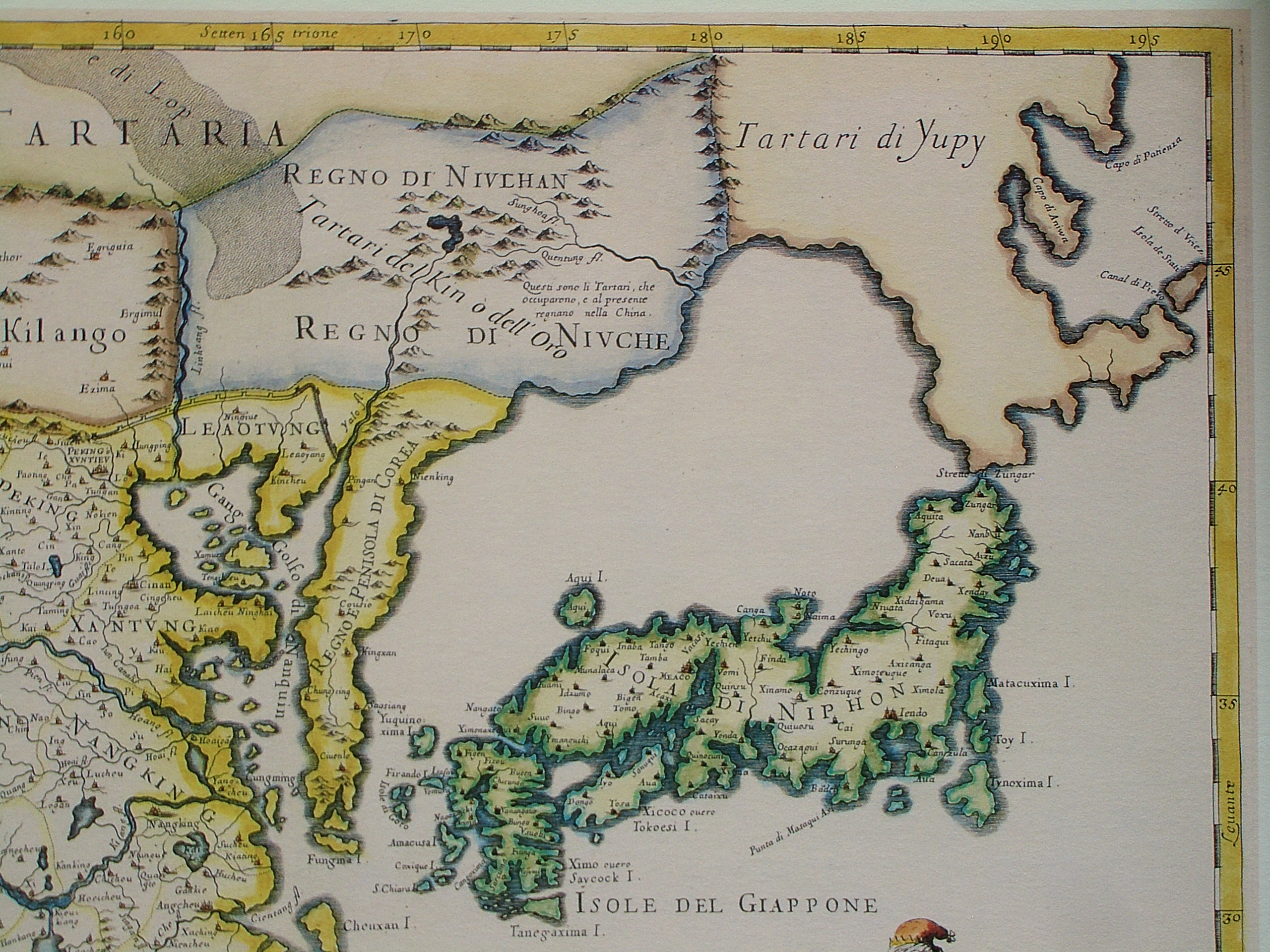
Mys Aniva, Mys trpělivosti, Staten Island (Isola di Stati) a De Vriesův průliv na italské mapě z r. 1682. Z mapy vyplývá, že, de Vries neobjevil ani La Pérousův průliv, ani Tatarský průliv, a proto kresliči zanesli Hokkaidó a Sachalin jakou součást pevniny

Maarten Gerritszoon Vries, nebo Fries, případně de Vries (18. února 1589 Harlingen – koncem 1647 na moři poblíž Manily) byl nizozemský mořeplavec, průzkumník a kartograf. Byl prvním západním Evropanem, který zanechal záznamy o své cestě do Ochotského moře a na Sachalin.
O Vriesově životě toho není příliš známo. Nejspíše se narodil v Harlingenu v roce 1589 a mnoho let strávil na Tchaj-wanu. Nejvíce je připomínán díky své výpravě, kterou uskutečnil v r. 1643 do severozápadní části Tichého oceánu s cílem prozkoumat pobřeží Tatarie. Po výpravě Matthijse Quasta z r. 1639 to byla druhá výprava, jejímž cílem bylo nalezení legendárních zlatých a stříbrných ostrovů v Tichém oceánu, které do té doby nikdo neobjevil.

## Výprava
Vries vyplul z Batávie 3. února 1643 na lodi Castricum spolu s lodí Breskens, které velel Hendrick Cornelisz Schaep. Po společné plavbě se zastávkou na Molukách se lodě ve velké bouři 20. května navzájem ztratily poblíž Hačidžódžimy, ostrova vzdáleného zhruba 290 km na jih od Tokia. 13. června Vries doplul ke Kurilským ostrovům a navštívil Kunašir, Iturup a Urup, kde se setkal s Ainuy. Nad ostrovy vyhlásil nizozemskou svrchovanost a zároveň pojmenoval Iturup Staten Island. Průlivem mezi ostrovy Urup a Iturup, který dodnes nese Vriesovo jméno (rusky Пролив Фриза), proplula výprava do Ochotského moře. Poté plula podél severního pobřeží Hokkaida a odtud doplula severním směrem až k Anivskému mysu v jihovýchodní části Sachalinu. Zde se pro velkou mlhu musela zdržet a podle toho byly nazvány zdejší útvary – záliv Trpělivosti (rusky Залив Терпения) a poloostrov Trpělivosti (rusky Полуостров Терпения).
Poté se loď vydala východním směrem hledat vysněné ostrovy, až dostihla 180. poledník, aniž by narazila na jakoukoli pevninu, a tak se obrátila jižním směrem a vrátila do japonských vod. 9. listopadu se poblíž ostrova Kjúšú shledala s lodí Breskens. Společně pak pluly do pevnosti Fort Zeelandia na Tchaj-wanu a 14. prosince 1643 se navrátily do Batávie.

## Námořní bitvy La Naval de Manila
Maarten Gerritsz Vries byl v roce 1646 jmenován velitelem nizozemské flotily, která měla dobýt Manilu. Tato expedice měla zvrátit pro Nizozemce do té doby nepříliš úspěšné vedení osmdesátileté války v Tichém oceánu. Flotila se skládala z 18 lodí rozdělených do tří eskader, z nichž každá měla svůj cíl. Mezi 15. březnem, kdy nastal první střet, a 4. říjnem proběhlo celkem 5 námořních bitev u pobřeží Luzonu a Mindora. Ani jedna z nich nebyla pro Nizozemce úspěšná a v r. 1647 Vries onemocněl a ještě koncem roku na moři zemřel.